# Šipačno, Nikšić
Šipačno este un sat din comuna Nikšić, Muntenegru. Conform datelor de la recensământul din 2003, localitatea are 321 de locuitori (la recensământul din 1991 erau 321 de locuitori).

## Demografie
În satul Šipačno locuiesc 237 de persoane adulte, iar vârsta medie a populației este de 38,0 de ani (36,2 la bărbați și 39,8 la femei). În localitate sunt 82 de gospodării, iar numărul mediu de membri în gospodărie este de 3,91.
|  |

| Demografie | Demografie | Demografie |
| An         | Locuitori  | Locuitori  |
| ---------- | ---------- | ---------- |
|            |            |            |
|            |            |            |
|            |            |            |
|            |            |            |
| 1948       | 433        |            |
| 1953       | 536        |            |
| 1961       | 502        |            |
| 1971       | 479        |            |
| 1981       | 355        |            |
| 1991       | 321        | 321        |
| 2003       | 321        | 321        |

| \| Componența etnică conform recensământului din 2003[2] \| Componența etnică conform recensământului din 2003[2] \| Componența etnică conform recensământului din 2003[2] \| Componența etnică conform recensământului din 2003[2] \| Componența etnică conform recensământului din 2003[2] \| \| ----------------------------------------------------- \| ----------------------------------------------------- \| ----------------------------------------------------- \| ----------------------------------------------------- \| ----------------------------------------------------- \| \| \| \| \| \| \| \| Muntenegreni \| Muntenegreni \| \| 209 \| 65,1% \| \| Sârbi \| Sârbi \| \| 59 \| 18,38% \| \| necunoscută \| necunoscută \| \| 1 \| 0,31% \| |              |  |     |        |
| Componența etnică conform recensământului din 2003 |              |  |     |        |
| |              |  |     |        |
| Muntenegreni | Muntenegreni |  | 209 | 65,1%  |
| Sârbi | Sârbi        |  | 59  | 18,38% |
| necunoscută | necunoscută  |  | 1   | 0,31%  |